# Bataca
Bataca est un village indigène caraïbe de la Réserve Caraïbe en Dominique. Situé à l'extrême nord du territoire, sur la route principale, qui le relie à la capitale administrative Salybia. A proximité a été construit Kalinago Barana Autê, reconstitution d'un village traditionnel Caraïbe,.

## Infrastructures

### Monuments religieux
- Eglise du Nazaréen

### Transports
Le village dispose d'un arrêt de bus.